# Marcel Cheurin
Marcel Cheurin, né le 25 janvier 1882 à Izé et mort le 18 avril 1971 au Mans, est un écrivain français.

## Biographie
Il est né à Izé dans un monde rural où il va passer sa vie.
Son père est tisserand, et perruquier. Comme ses ancêtres jusqu'à la fin du XVIIIe siècle, il est chantre à l’église et signe, comme témoin, les actes notariés. Sa mère tient un café-tabac
Il est dès son enfance, immergé dans un monde rural qu'il ne quittera pas. Il effectue dess études à l'École normale de Laval  de 1898 à 1901. Il devient instituteur dans différentes communes de la Mayenne : Charchigné, Évron, Cossé-le-Vivien, où il place l'action de son premier roman Race de Chin. 
Militant socialiste, il écrit plusieurs romans, des comédies et des pièces brèves où il se fait le chantre discret du terroir mayennais.
Installé à Cossé-le-Vivien, il est secrétaire en 1922 du Cossé-Sports, club affilié à la Ligue de l'Ouest de football.
En 1930, il crée Les Cahiers du Maine, initiative saluée par Frédéric Lefèvre.